# Thérèse
Thérèse — первый сингл из второго альбома актрисы и певицы Майи Хоук Moss 2022 года. Режиссёром видеоклипа выступил актёр и режиссёр Брэди Корбет.
Название песни происходит от картины художника Бальтюса «Мечтающая Тереза» (1938). В треке Хоук отождествляет себя с девушкой с картины, «которая в моей голове — это я»
Клип был снят в течение двух дней в северной части штата Нью-Йорк. Большую часть видео Хоук выступает топлесс.
По мнению Райана Дейли из New Musical Express, «Thérèse, вдохновлённый картиной из Метрополитен-музея в Нью-Йорке, обращается к социальным представлениям о гендере и женственности». Ones to Watch пишет «Thérèse — это прекрасно написанный и исполненный трек, который передает сильное послание, не говоря слишком много. Структура рассказывает историю: спокойное наблюдение перед фазой обдумывания». Вики Грир из The Line of Best Fit назвала Thérèse одной из лучших песен в альбоме, который она назвала «великолепным творением Майи Хоук».